# Eudyptula
El gènere Eudyptula ("Petit i bon bucejador") conté dues espècies de pingüins, que es troben al sud d'Austràlia, Tasmània, Nova Zelanda i les Illes Chatham. Se'ls coneix comunament com a pingüí petit, pingüí blau o, a Austràlia, pingüí fada. En la llengua del poble maori de Nova Zelanda, els pingüins petits es coneixen com a kororā.
Durant molts anys, una forma de pingüí petit que es trobava només al nord de Canterbury, Nova Zelanda, es va considerar una espècie separada, Eudyptula albosignata, o només una subespècie, Eudyptula minor albosignata. L'anàlisi de l'ADN mitocondrial va revelar que Eudyptula es divideix en dos grups: un occidental, que es troba al llarg de la costa sud d'Austràlia i la regió d'Otago de Nova Zelanda, i un altre que es troba a la resta de Nova Zelanda. Aquests dos grups es consideren actualment espècies completes: Eudyptula novaehollandiae a Austràlia i Otago, i Eudyptula minor en altres llocs. E. novaehollandiae probablement va arribar a Nova Zelanda des d'Austràlia fa menys de 500 anys, després de l'extinció local d' E. minor a Otago.

## Classificació
ORDRE SPHENISCIFORMES
- Família Spheniscidae
  - Gènere Eudyptula
    - Eudyptula minor
    - Eudyptula novaehollandiae
    - Endyptula wilsonae (extingit)[5]